# OpenRefine
OpenRefine è un'applicazione open source per la pulizia e trasformazione dei dati in altri formati, un'attività conosciuta comunemente come data wrangling.
Simile alle applicazioni di fogli di calcolo, può gestire formati di file come CSV ma si comporta di più come una base di dati.
Lavora su "righe" di dati composte da celle sotto "colonne", in maniera simile a come opera una base di dati relazionale con le tabelle.
I progetti di OpenRefine consistono di un'unica tabella, le cui righe possono essere filtrate usando "facet" che definiscono criteri (ad esempio mostrano le righe dove una data colonna non è vuota).
A differenza dei fogli di calcolo, la maggior parte delle operazioni in OpenRefine sono fatte su tutte le righe visibili, ad esempio, la trasformazione di tutte le celle in tutte le righe sotto un'unica colonna, o la creazione di una nuova colonna basata su dati esistenti. Le azioni eseguite su un insieme di dati (dataset) sono archiviate e possono essere riutilizzate in altri insieme di dati (dataset).
Le formule non sono memorizzate nelle celle, ma sono usate per trasformare i dati.
La trasformazione è fatta solo una volta. Le espressioni delle formule possono essere scritte nel linguaggio General Refine Expression Language (GREL), in Jython e in Clojure.

## Usi
- Pulizia di dati
- Trasformazione di dati
- Analisi di dati di siti web
- Aggiungere dati per un insieme di dati prelevato da servizi web
- Allineamento di Wikidata

## Formati supportati

### Di importazione
- CSV
- XML
- RDF
- JSON
- Google Sheets

### Di esportazione
- CSV
- Microsoft Excel
- Tabelle HTML
- Google Sheets